# Maciej Fortuna
Maciej Fortuna (ur. 13 września 1982 w Krzycku Wielkim) – polski trębacz, kompozytor jazzowy i producent muzyczny, założyciel wydawnictwa płytowego Fortuna Music, dyrektor Filharmonii Opolskiej.

## Życiorys
Profesor Akademii Muzycznej w Poznaniu, wykładowca w klasie trąbki jazzowej. W 2012 roku uzyskał stopień doktora na podstawie pracy Kreacja dzieła inspirowana współczesnymi możliwościami elektronicznego przetwarzania dźwięku trąbki w muzyce jazzowej. W 2016 otrzymał stopień doktora habilitowanego.
W 2010 i 2011 odznaczony został tytułem Nowa Nadzieja przyznawanym przez czytelników magazynu Jazz Forum w dorocznej ankiecie Jazz Top. W 2011 roku nominowany do nagrody Fryderyki 2010 za album Maciej Fortuna Quartet – Lost Keys. Laureat Medalu Młodej Sztuki, nagrody przyznawanej dorocznie przez czasopismo Głos Wielkopolski (2013). W 2014 uhonorowany został Nagrodą Artystyczną Miasta Poznania. W maju 2015 otrzymał Odznakę honorową „Zasłużony dla Kultury Polskiej”. W 2021 przyznano mu Medal Komisji Edukacji Narodowej. Odznaczony Brązowym Medalem za Długoletnią Służbę (2022).
Zaangażowany w akcje społeczne, które popularyzują muzykę jazzową i jej gatunki pokrewne, formy interdyscyplinarne oraz wszystkie rodzaje sztuki z elementami improwizacji. Współzałożyciel i twórca koncepcji programowych Stowarzyszenia Jazz Poznań.
Od 1 września 2024 jest dyrektorem Filharmonii Opolskiej im. Józefa Elsnera w Opolu.
W 2021 roku wznowił działalność swojego trio, z którym nagrał na morzu album „Baltic”. W tym czasie rozpoczął medytacje na trąbkę solo, cykl interakcji rejestrowany w opuszczonych miejscach oraz wśród przyrody w Polsce i Hiszpanii.  
Jerzy Milian dedykował mu swoją ostatnią kompozycję, która ukazała się na przełomie 2019 i 2020 roku nakładem wyd. Stowarzyszenia Jazz Poznań. 
Od 2019 roku pod kierownictwem artystycznym Macieja Fortuny odbywa się Poznań Komeda Maraton.
W 2018 reaktywował orkiestrę Poznańska Piętnastka. W tym także roku dyrygował premierowym wykonaniem swojej kompozycji na 100 trąbek i instrumenty perkusyjne.
Z jego inicjatywy doszło do pierwszego koncertu polskiego zespołu wewnątrz wulkanu Thrihnukagigur na Islandii, którego zapis ukazał się w formie dwupłytowego albumu CD/DVD pt. The Volcano Concert w 2017
Jerzy Milian dedykował mu kompozycję Music For Mr. Fortuna (2016).
Pomysłodawca i kierownik projektów muzycznych Stretch Milian i Poznań Miliana. Pomysłodawca kompozytor muzyki i reżyser całości w projektach multimedialnych: Iłła, Fortuna Plays Szymborska, Muzyka na trąbkę i organy, Muzyka na trąbkę, organy i sekstet jazzowy.
Pomysłodawca i kierownik artystyczny przedsięwzięcia popularyzującego twórczość Andrzeja Przybielskiego Tribute to Andrzej Przybielski w formie realizacji koncertowych i premier płytowych. W 2017 nakładem Stowarzyszenia Jazz Poznań ukazał się podwójny album CD/DVD zawierający zapis premiery koncertowej projektu z 5 listopada 2016.
Twórca i kompozytor muzyki do projektu Jazzem we władzę ludową realizowanego w ramach 60. rocznicy Poznańskiego Czerwca 1956.
W 2014 nakładem wydawnictwa Dux ukazał się album nagrany w duecie z pianistą Krzysztofem Dysem pt. Maciejewski Variations poświęcony twórczości Romana Maciejewskiego.
Wspólnie z producentką muzyki elektronicznej Anną Sudą stworzył wariacje na temat utworów filmowych Krzysztofa Pendereckiego Electroacoustic Transcription of Film Music by Krzysztof Penderecki, których premiera odbyła się 24 sierpnia 2013 roku w ramach Fringe Festival w Edynburgu.
Ma w dorobku kilkanaście autorskich płyt, m.in. Lost Keys (nominowaną do nagrody Fryderyki w 2011), Solar Ring, At Home, Jazz i Fortuna/Dys.

## Dyskografia
Fortuna / Dys
- Tropy (2013)
- Maciejewski Variations (2015)

Maciej Fortuna Trio
- Sahjia (2012)
- Solar Ring (2012)
- At Home (2013)
- Jazz (2016)

Maciej Fortuna Quartet
- Lost Keys (2010)

Maciej Fortuna Acoustic Quartet
- Jazz from Poland (2012)

Fortuna Ethno Quartet
- Zakhaar (2014)

Switch On Quintet
- Our Car Will Never Stop (2011)

Maciej Fortuna & Stefan Weeke Project
- In The Small Hours (2009)

Mack Goldsbury Quartet feat. Maciej Fortuna
- Live at Coco's (2012)

Maciej Fortuna International Quartet
- Zośka (2016)

Tribute To Andrzej Przybielski
- Tribute To Andrzej Przybielski Vol. 1 (2016)
- Tribute To Andrzej Przybielski Vol. 2 (2017)

Maciej Fortuna Quartet with Strings
- Jerzy Milian – Music For Mr. Fortuna (2016)

Maciej Fortuna Słowiański
- The Volcano Concert (2017)

Maciej Fortuna Quintet
- Iłła (2018)

Maciej Fortuna Sextet - Poznań Miliana
- Jerzy Milian - Ostatnia kompozycja (2019)

Erik Unsworth
- Deliberations (2019)

52 Dębiec
- Tölgy Föld (2020)